# Wacław Pytkowski
Wacław Pytkowski (ur. 2 lipca 1904 w Lubiczynie, zm. 4 lipca 1989 w Warszawie) – polski ekonomista rolny. 

## Życiorys
Urodził się w rodzinie Włodzimierza i Eleonory z Enskajtów. Ukończył gimnazjum państwowe im. Hetmana Żółkiewskiego w Siedlcach, a następnie jako ochotnik w 10 Pułku Ułanów walczył w wojnie polsko-bolszewickiej. Do rezerwy przeszedł w styczniu 1921 w stopniu plutonowego, w uznaniu odwagi i zasług został odznaczony Krzyżem Walecznych.
W 1922 rozpoczął studia na Wydziale Matematyki Politechniki Warszawskiej oraz równolegle podjął naukę na Wydziale Ekonomiki Rolnej w Szkole Głównej Gospodarstwa Wiejskiego pod kierunkiem prof. Stefana Moszczeńskiego. W 1926 ukończył naukę broniąc pracy „Zastosowanie korelacji cząstkowej do badań nad wpływem niektórych czynników na dochód surowy w gospodarstwach drobnych” i rozpoczął pracę w kierowanym przez prof. Jerzego Spławę-Neymana Zakładzie Statystyki Matematycznej na Wydziale Ogrodniczym. Efektem pracy naukowej Wacława Pytkowskiego było opracowanie teorii rachunku korelacji oraz pojęć korelacji złudnej, przedziałów nieufności, teorii hipotez statystycznych i teorii rekonstrukcji. Od 1932 do wybuchu II wojny światowej był asystentem w Zakładzie Ekonomiki i Organizacji Gospodarstw, równocześnie pracował w Wydziale Ekonomiki Gospodarstw Chłopskich w Państwowym Instytucie Naukowym Gospodarstwa Wiejskiego. Rok później przeniósł się do Wołyńskiej Izby Rolniczej w Łucku, gdzie otrzymał stanowisko naczelnika Wydziału Finansowego, a w 1935 awansował na dyrektora.
Po wybuchu II wojny światowej zamieszkał na Kielecczyźnie, gdzie aktywnie był zaangażowany w działalność konspiracyjną. Należał do zgrupowania Jana Piwnika „Ponurego”, organizował zaopatrzenie oddziałów, obsługiwał radiostację oraz uczestniczył z Witoldem Maringiem w organizacji „Uprawa”, która przygotowywała przyszłą kadrę administracyjną. Ponadto pracował w Radzie Głównej Opiekuńczej, gdzie prowadził działalność pomocową dla ludności cywilnej, a zwłaszcza zagrożonej zagładą społeczności żydowskiej.
Po zakończeniu wojny został z rodziną wysiedlony i powrócił do Warszawy, gdzie znalazł zatrudnienie w PINGW, równocześnie został profesorem kontraktowym w Zakładzie Statystyki SGGW. Równolegle otrzymał stanowisko kierownika Działu Rachunkowości Rolnej na Wydziale Ekonomiki Drobnych Gospodarstw Wiejskich PINGW w Puławach. W 1948 na Wydziale Rolniczo-Leśnym Uniwersytetu Poznańskiego obronił pod prof. Wiktora Franciszka Schramma kierunkiem pracę doktorską. W grudniu 1949 został zwolniony z pracy i aresztowany pod sfingowanymi zarzutami zdrady państwa i działalności przeciwko ustrojowi, w zakładzie karnym spotkał prof. Wiktora Schramma. Wobec braku dowodów obaj zostali pod koniec 1952 zwolnieni, aby móc się utrzymać Wacław Pytkowski pracował chałupniczo jako szewc. Od 1953 wykonywał prace zlecone dla Państwowego Instytutu Melioracyjnego, Polskiego Komitetu Normalizacyjnego i Instytutu Matematycznego Polskiej Akademii Nauk. Po odwilży politycznej w październiku 1956 zezwolono Wacławowi Pytkowskiemu na powrót do pracy na SGGW, rok później ukończył przerwany przewód habilitacyjny i uzyskał na Wydziale Rolniczym poznańskiej Wyższej Szkoły Rolniczej stopień doktora habilitowanego. W 1958 opuścił SGGW, wyjechał do Poznania, gdzie w Wyższej Szkole Rolniczej otrzymał tytuł docenta i zastępcy kierownika Katedry Ekonomiki i Organizacji Rolnictwa. Po śmierci prof. Witolda Schramma i prof. Mariana Trojanowskiego kierownikiem Katedry został prof. Witold Staniewicz, a Wacław Pytkowski został adiunktem. Dwa lata później Witold Staniewicz przeszedł na emeryturę i jego miejsce zajął Wacław Pytkowski, na stanowisku kierowniczym pracował przez dwanaście lat, kiedy to uzyskał tytuł profesora nadzwyczajnego, a rok później profesora zwyczajnego. W 1974 przeszedł na emeryturę, zmarł 4 lipca 1989 w Warszawie.

## Dorobek naukowy
Prof. Wacław Pytkowski był autorem i współautorem 22 książek oraz 128 prac dotyczących badań naukowych, dydaktyki, organizacji nauki oraz kształcenia. Ponadto przygotowywał liczne referaty naukowe, które prezentował podczas wykładów, sympozjów i konferencji, zarówno w kraju jak i zagranicą. Jako pierwszy wprowadził i zastosował w agroekonometrii rachunek prawdopodobieństwa (teorię rekonstrukcji, przedziały ufności i teorię hipotez statystycznych). Stworzył również teorię tzw. „dendrytu poznańskiego”, który jest podstawą do dalszych badań analitycznych w zakresie grupowania. Kierował jedynym polskim studium podyplomowym dla dyrektorów kombinatów rolniczych.